# Qustul
Qustul è un'antica necropoli egizia, situata sulla sponda orientale del Nilo nella Bassa Nubia, di fronte a Ballana.

## Storia
Qustul anticamente era un cimitero, nel quale sono stati scoperti tre cimiteri risalenti alla cultura del Gruppo A, durante la I dinastia egizia; il più importante, il cimitero L, dove sono state rinvenute antiche sepolture di sovrani egizi. In una di queste tombe è stato trovato un antico turibolo che, secondo l'archeologo Bruce Williams, dell'Oriental Institute dell'Università di Chicago, ritrae immagini del Faraone, inclusa una forma che sembra essere la Corona Bianca dell'Alto Egitto.
Durante degli scavi, avvenuti nel 1931-1933, l'archeologo Walter Emery scoprì una necropoli risalente alla cultura del Gruppo X, nel quale sono stati rinvenuti grandi tumuli con sepolture per i re, raffiguranti sacrifici funebri di cavalli, trappole per cavalli e servitori dal IV al VI secolo; la natura reale delle sepolture è confermata dalla presenza di corpi che indossavano ancora le loro corone al momento della loro scoperta.